# 森脇勝
森脇 勝（もりわき まさる、1942年7月23日 - ）は、日本の元裁判官。名古屋地方裁判所所長などを歴任。2007年3月付で退官。

## 来歴・人物
東京都出身。都立日比谷高校を経て、1966年、東京大学法学部卒業。同年司法修習20期（東京）。神戸地方裁判所判事などを経て、1981年、宮崎地方裁判所延岡支部・宮崎家庭裁判所同支部長判事。1984年の土呂久鉱害訴訟での原告側全面勝訴判決で知られる。
以後、法務省の所謂「赤レンガ組」として、行政訟務第二課長、総務課長、大臣官房参事官などを経て、1992年に大臣官房審議官、1996年、訟務局長、1997年に民事局長に就任。1998年6月、東京高裁判事、2000年に総括判事。2004年から名古屋地裁所長を務め、2007年3月退職。法務省難民審査参与員。

## 主な判決
- 2003年1月30日、石原慎太郎（東京都知事）以下による大手銀行に対する外形標準課税導入に対する銀行税訴訟では、税率負担の水準が不公平で高すぎるとして違法と判断、一審に続いて東京都側敗訴、1628億円の返還を命じる高裁判決を出した。ただし、一審と異なり導入自体は合憲とし、また導入過程自体に過失はなかったとして都の損害賠償責任を否定している。

- 医療過誤訴訟で重い脳障害を負った男児の両親の日本赤十字社に対する損害賠償請求控訴審で、9900万円の支払いを認めた一審東京地方裁判所判決を取消した（2000年8月31日、東京高等裁判所判決 裁判長）。